# چک‌لیست

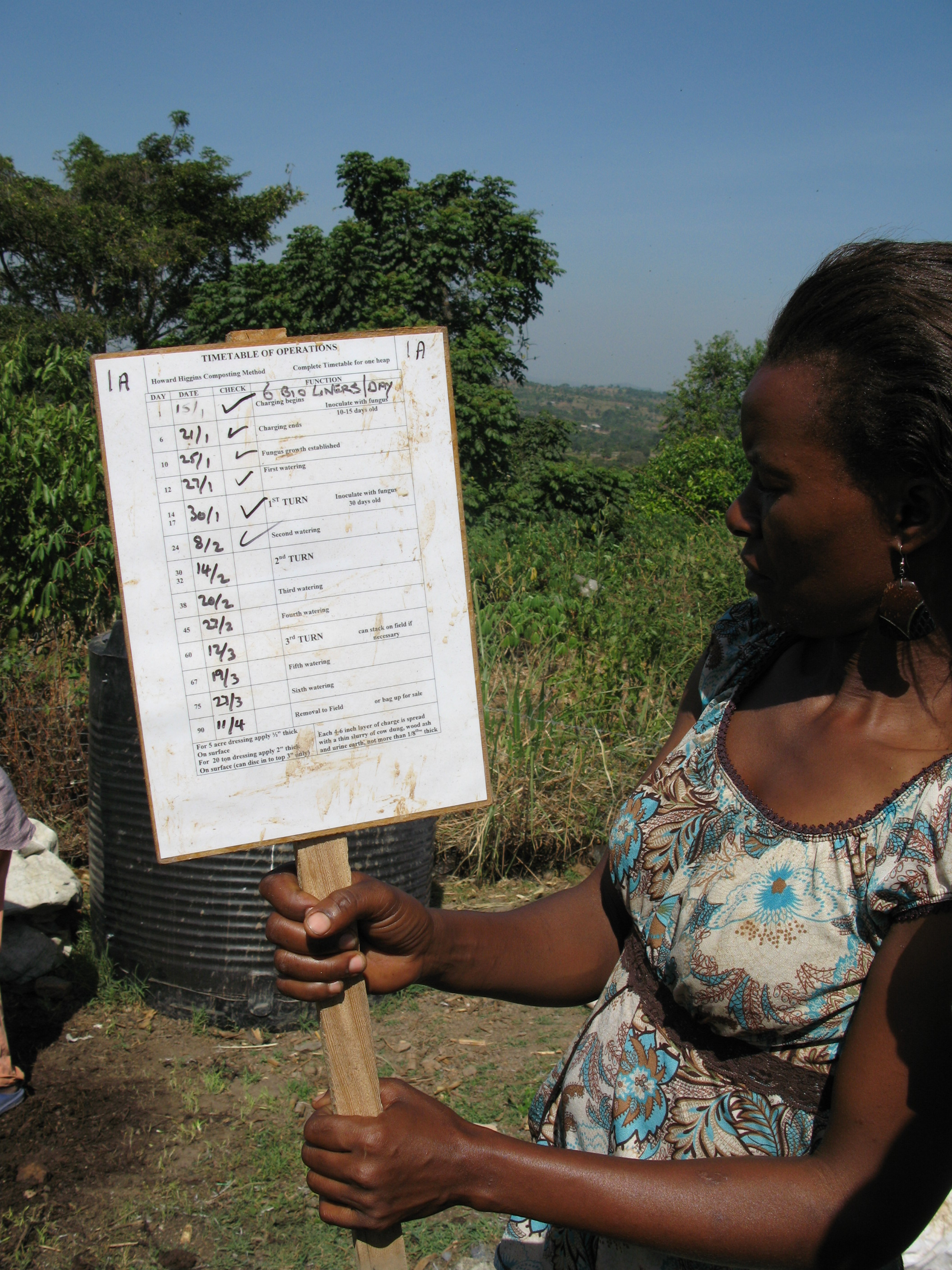

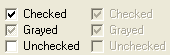

چک‌لیست (به انگلیسی: Checklist) یا بازبینه، به یک فهرست گفته می‌شود تا کاربر بتواند کارهای انجام شده را نشان‌گذاری کند. این نشان‌گذاری می‌تواند با ضربدر، تیک زدن، یا پر کردن خانه‌ها انجام شود.

## تعریف
چک‌لیست، یک نوع کمک اطلاعاتی در کارهاست که برای جبران نارسایی‌های بالقوهٔ ناشی از محدودیت حافظه و توجه انسان به کار می‌رود. چک‌لیست به تضمین ثبات و تکمیل انجام کار کمک می‌کند. یک مثال ساده از چک‌لیست، فهرست انجام‌دادنی‌ها است. یک چک‌لیست پیشرفته‌تر می‌تواند یک برنامه باشد که مشخص می‌کند در هر زمان از روز (با توجه به ساعت یا موارد دیگر) چه وظایفی باید انجام شود.

## قالب
چک‌لیست‌ها معمولاً به صورت فهرست‌هایی با مربع‌های کوچک (چک‌باکس) در کنار هر مورد هستند که می‌توان با یک تیک (چک‌مارک) آن‌ها را پس از انجام هر مورد نشانه‌گذاری کرد.
گاهی قالب‌های دیگری هم به کار می‌رود. مثلاً در مواردی که قرار باشد چک‌لیست بارها مورد استفاده قرار گیرد، ممکن است از مربع استفاده نشود.

## برخی کاربردها
- چک‌لیست پیش‌پرواز در ایمنی هواپیمایی برای اطمینان از فراموش‌نشدن موارد حیاتی استفاده می‌شود.
- در امور پزشکی برای اطمینان از اینکه رهنمودهای امور پزشکی به درستی دنبال شده‌اند به کار می‌رود.
- مهندسان نرم‌افزار برای حصول اطمینان از کیفیت فرایندهای تطابق، استانداردبودن کد، پیشگیری از خطاها و...